# Oxum (estado)
Oxum (em iorubá: Ọṣun; em inglês: Osun), Oxum (pronúncia em português), é um estado interior, a Sudoeste da Nigéria. Criado em 27 de agosto de 1991. Sua capital é a cidade de Oxobô. Em 2012 a população era 4,127,793 habitantes, numa área de 9.251km². É delimitada ao norte pelo estado Kwara, no leste, em parte, pelo Equiti e, em parte, pelo Ondo, ao sul do Ogum e, a oeste pelo Oió.
O atual governador estadual é Olagunsoye Oyinlola, que foi eleito em 2003 juntamente com o seu Vice-governador, Erelu Olusola Obada. O estado de Oxum é o lar de muitos dos mais famosos marcos da Nigéria, incluindo o campus da Universidade Obafemi Awolowo, preeminente instituição de ensino superior da Nigéria. A universidade também está localizada na antiga vila de Ilê-Ifé, um importante centro de desenvolvimento político e religioso da cultura iorubá. Outras importantes cidades e vilas incluem as capitais do antigo reino Oke-Ila Orangun, Ila Orangun, Ede e Ilexá.

## História

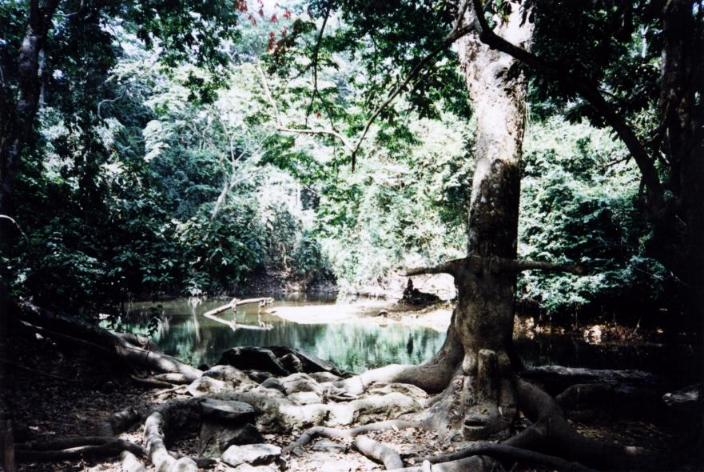
Rio Oxum em Oxobô, estado de Oxum

O estado foi criado em 1991 de parte do velho estado Oió. O nome do estado é derivado do rio Oxum, a venerada primavera natural que é a manifestação da orixá iorubá de mesmo nome.
O Governador Oyinlola recentemente lançou e pôs os alicerces da inovadora Universidade estadual de Oxum com seis campus universitários (Oxobô, Ocucu, Iquiré, Ejibó, Ifetedô, e Ipetu-Ijexá) localizados estrategicamente em todo o estado.

## Cultura

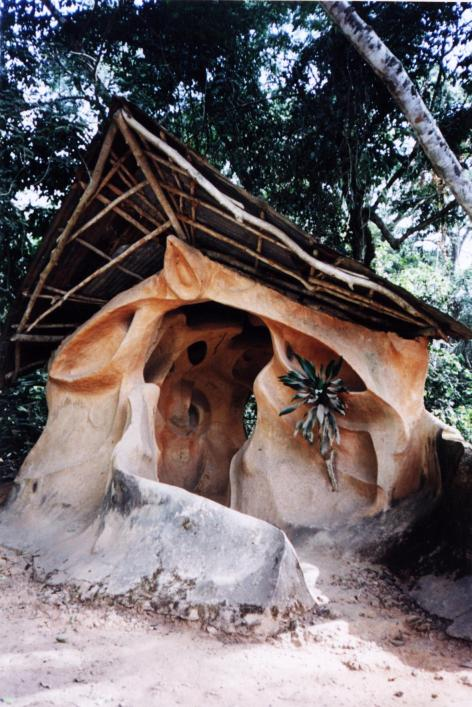
Templo de Oxum

Todo ano, aderentes e não aderentes de Oxum, um dos Orixás (as tradicionais divindades dos iorubas), viajam de todo o mundo para assistir ao festival anual de Oxum-Oxobô em agosto. Visitantes incluem nacionais, do Brasil, de Cuba, Trindade e Tobago, Grenada, e outras nações nas Américas, com um significativo patrimônio cultural iorubá. As festividades tradicionais anuais e as invocações da orixá Oxum são mantidas ao longo dos bancos do rio que carrega o seu nome no qual ela se transformou.

## Divisões administrativas
O estado é dividido em três distritos senado federal, cada um dos quais é composto de duas áreas administrativas. O estado compõe-se de trinta Áreas de Administração Local, a primária unidade (terceiro nível) do governo na Nigéria.
Oxum tem 30 áreas de Administração Local, e estão listados abaixo com as suas sedes em parênteses:
| - Atacunmoça Leste (Iperindô) - Atacunmoça Oeste (Oxu) - Aiedadê (Bongã) - Aiedirê (Ilê-Obô) - Boluadurô (Otã-Aiebaju) - Boripé (Irabiji) - Edê Norte (Ojá Timi) - Edê Sul (Edê) - Ebedoré (Auó) - Ejibó (Ejibó) | - Ifé Central (Ilê-Ifé) - Ifé Leste (Oquê Obo) - Ifé Norte (Ipetumodu) - Ifé Sul (Ifetedô) - Ifedaiô (Oquê Ilá) - Ifelodum (Iquirum) - Ilá (Ilá Orangum) - Ilexá Leste (Iemogum) - Ilexá Oeste (Erejá) - Irepodum (Ilobu) | - Ireuolé (Iquirê) - Isocã (Apomu) - Iuó (Iuó) - Obocum (Ibocum) - Odô Otim (Ocucu) - Olá Oluá (Bodê Ossi) - Olorunda (Iboná, Oxobô) - Oriade (Ijebu-Jexá) - Orolu (Ifom-Oxum) - Oxobô (Oxobô) |